# ثریا اورن
ثریا اورن (به ترکی استانبولی: Süreyya Evren)
(۱۹ مه ۱۹۷۲، استانبول -)، نویسنده‌ای است که به ادبیات، هنر معاصر، و سیاست رادیکال (با تمرکز بر روی آنارشیسم پساساختارگرایانه یا پساآنارشیسم) در ترکیه می‌پردازد. نام اصلی او ثریا اورن تورکلی است. وی یک حرف «ی» اضافی به نام خود افزوده و آن را به صورت (Süreyyya) امضا می‌کند.
اورن مجله‌ای فرهنگی دربارهٔ پساساختارگرایی به نام سیاهی در ترکیه منتشر می‌کند، که به صورت آنلاین هم انتشار می‌یابد. نوشته‌های او همچنین در در چندین گاهنامهٔ آنارشیستی مانند فورمولبندی تازه در نیویورک، مطالعات آنارشیستی در انگلستان و انحراف در فرانسه به چاپ رسیده‌اند. آثار ادبی او شامل چندین رمان، کتاب‌های داستان و مقالاتی در نقد است. وی همچنین در روزنامهٔ ترکی زبان بیرگون ستونی ثابت دارد.
اورن از دبیرستان نشانتاشی آناتولی فارغ‌التحصیل شد و به دانشگاه معمار سنان وارد شد و در آنجا به تحصیل معماری پرداخت. وی به عنوان ویراستار، سردبیر و مترجم به کار در چند مؤسسهٔ انتشاراتی پرداخت و همچنین عضو هیئت تحریریهٔ چند مجله نیز شد. نخستین داستان وی با نام «باید خفه بشی و بتمرگی» در سال ۱۹۹۱ در مجلهٔ وارلیک به چاپ رسید. داستان‌ها، اشعار و مقاله‌های وی در سال‌های بعد در مجلاتی چون وارلیک، سقوط، شیزوفرنی، فرهنگ جهانی، انسانیت و گاو نر به چاپ رسید.
اورن در سال ۱۹۹۱، به عنوان یکی از ۱۰۰۰ نویسندهٔ جوان، برندهٔ جایزهٔ بهترین داستان کوتاه از دید مجلهٔ وارلیک شد.
‌
او در ۱۴اوت ۲۰۲۲ از طبقه ی سوم آپارتمانی که برای مهمانی درآن حضور پیدا کرده بود به پایین پرت شد و جان خود را از دست داد

## آثار

### رمان ها
- ۱۹۹۳. من عاشق یک دختر پست مدرن هستم.
- ۱۹۹۴. رمان کوتاهی دربارهٔ مردن پس از زندگی، عشق و بطالت.
- ۱۹۹۹. رستوران غده

### داستان کوتاه
- ۱۹۹۵. داستان‌های زمان.
- ۲۰۰۱. ما از زیر شنل گوگول بیرون آمده‌ایم.
- ۲۰۰۴. آرزوهای مچاله شده.

### سایر آثار
- ۱۹۹۵. کتاب شاعران و نویسندگان جوان.
- ۲۰۰۲. فرهنگ مصرفی، سیاست و زندگی روزمره، به همراه رحمی گ. اوقدول